# Lo que vendrá (película)
 Lo que vendrá es una película argentina de ciencia ficción y drama de 1988 coescrita y dirigida por Gustavo Mosquera R. y protagonizada por Hugo Soto, Juan Leyrado, Charly García y Aldo Braga. La banda sonora fue compuesta por Charly García en su álbum homónimo. Se estrenó el 30 de marzo de 1988.
Si bien la trama es realmente confusa y poco clara, la película brilla por su factura visual; el director Gustavo Mosquera R. se las arregla para mostrar una Ciudad de Buenos Aires absolutamente diferente con tan solo unas locaciones especialmente elegidas y una puesta de cámara arriesgada. Lo que vendrá fue la primera película argentina en usar steadicam (un sistema de sujeción de la filmadora que permite una "cámara en mano" mucho más fluida). Esta película además tuvo un interesante recorrido internacional por los festivales más destacados del mundo.

## Sinopsis
La historia cuenta la relación que se forma entre un joven (Hugo Soto) herido de bala en una manifestación de protesta en una Buenos Aires futurista, el enfermero que lo cuida (Charly García) y su propio victimario, un oscuro policía (Juan Leyrado).

## Reparto
- Hugo Soto como Miguel Galván
  - Juan Godoy como Miguel de niño
- Juan Leyrado como oficial Morea
- Charly García como el enfermero
- Rosario Bléfari como la enfermera misteriosa
- Aldo Braga como el comisario
- Osvaldo Flores como Sr. Galván
- Roxana Randon como la enfermera principal
- Cecilia Biagini como la hija del comisario y amante de Morea
- Néstor Sánchez como un joven doctor
- Luis Minces como el abuelo
- Inés Estévez como la nieta
- Juan Carlos Ucello como un periodista
- Sergio de Nadai como el ayudante del comisario
- Isaac Haimovici como un astrónomo
- Fausto Collado como un policía amigo de Morea
- La Organización Negra
- Verónica Llinás
- Grupo Moscú
- Enero Negro
- Celso Papadópulos
- Gardi Pais
- María José Gabín
- Alejandra Flechner
- Coco Álvarez

## Premios
Premios Ace 1990.
- Hugo Soto, ganador del Premio al Mejor Actor de Cine.
- Charly García, ganador del Premio al Mejor Actor de Reparto de Cine.
- Gustavo Mosquera R, ganador del Premio al Mejor Director de Cine.

## Comentarios
Daniel López en Página 12 escribió:

«Un estéril virtuosismo...la cámara, el montaje y el clima creado son perfectos, pero sin un libreto no se llega muy lejos.»

Víctor Hugo Ghitta en La Nación opinó:

«Inteligentísima puesta de cámara que revaloriza el sentido expresivo de la imagen fílmica...todo es captado...desde una perspectiva novedosa, en secuencias que frecuentemente constituyen pequeños ejercicios de estilo.»

Víctor Pintos en El Periodista dijo:

«En cierto sentido...es el primer film postmoderno argentino. Es un juego metalingüístico que se nutre de cines  a un cine que ya es patrimonio cultural de una generación (Blade Runner, Mad Max, Pink Floyd the wall) y que practica, como esos ejemplos, la simultaneidad de épocas.»

Manrupe y Portela escriben:

«Válido en la búsqueda formal con buen uso de la Steadicam cedida por ATC (donde estaba archivada). De aburrida y mínima anécdota, interesa como visión de fines de los 80. Lo malo es que no actúa Hugo Soto sino el Ramsés de Hombre mirando al Sudeste.»